# 순천 송광사 목조삼존불감
순천 송광사 목조삼존불감(順天 松廣寺 木造三尊佛龕)은 전라남도 순천시 송광사에 있는, 나무로 만든 불감(佛龕)이다. 불감이란 불상을 모시기 위해 나무나 돌, 쇠 등을 소재로 건축물을 본따 작게 만든 것을 말한다. 대한민국의 국보 제42호 목조삼존불감로 지정되었다가, 2010년 6월 28일 현재의 명칭으로 변경되었다.
남북국 시대 신라의 작품으로 추정된다. 이 불감은 송광사의 16국사 중 제1세이며 수선사의 정혜결사(定慧結社)를 일으켰던 보조국사가 당(唐)으로부터 귀국할 때 지니고 왔다는 설이 있으나, 지눌은 고려의 승려이므로, 이 목감도 고려 시대의 것이라는 설도 있다. 
높이 13.9cm, 지금 6.9cm이며 목조로 된 전개식 삼면으로 닫으면 원통형이 되고 열면 중앙 반원부에 본존과 좌우 협시보살을 배치하게 되어 있으며, 정교한 기법과 양식은 인도풍 분위기를 풍겨주고 국내 불감류로서는 희귀한 작품이다.

## 개요
불상을 모시기 위해 나무나 돌, 쇠 등을 깎아 일반적인 건축물보다 작은 규모로 만든 것을 불감(佛龕)이라 한다. 불감은 그 안에 모신 불상의 양식뿐만 아니라, 당시의 건축 양식을 함께 살필 수 있는 중요한 자료가 된다. 이 목조삼존불감은 보조국사 지눌이 중국에서 돌아오는 길에 가져온 것으로 알려져 있으나 정확한 기록은 남아 있지 않다.
불감은 모두 3부분으로 이루어져 있는데, 가운데의 방을 중심으로 양쪽에 작은 방이 문짝처럼 달려 있다. 문을 닫으면 윗부분이 둥근 팔각기둥 모양이 되는데, 전체 높이는 13cm이고, 문을 열었을 때 너비 17cm가 되는 작은 크기이다.
가운데 큰 방에는 연꽃무늬가 새겨진 대좌(臺座) 위에 앉아 있는 본존불이 조각되어 있고, 양쪽의 작은 방에는 각각 보살상이 모셔져 있다. 본존불은 양 어깨를 감싼 옷을 입고 있으며, 옷주름은 2줄로 표현되어 있다. 오른손은 어깨 높이로 들었고, 무릎 위에 올리고 있는 왼손에는 물건을 들고 있다. 오른쪽 방에는 실천을 통해 자비를 나타낸다는 보현보살을 배치하였는데, 코끼리가 새겨진 대좌 위에 앉아 있다. 보살의 왼쪽에는 동자상이, 오른쪽에는 사자상이 서 있다. 왼쪽 방에는 지혜를 상징하는 문수보살이 연꽃가지를 들고 서 있다. 문수보살은 사자가 새겨져 있는 대좌 위에 서 있으며, 보살의 좌우에는 동자상이 1구씩 서 있다.
이 목조삼존불감은 매우 작으면서도 세부묘사가 정확하고 정교하여 우수한 조각 기술을 보여주고 있다. 세부의 장식과 얼굴 표현 등에서는 인도의 영향을 받은 듯 이국적인 면이 보이며, 불감의 양식이나 구조에서는 중국 당나라의 요소를 발견할 수 있다. 국내에 남아 있는 불감류 가운데 매우 희귀한 예라고 할 수 있다. 

## 도난 및 회수
《순천 송광사 목조삼존불감》은 1974년 10월 9일 도난되었다가 11월 15일 회수되었다.

## 참고 자료
- 순천 송광사 목조삼존불감 - 국가유산청 국가유산포털
- 이 문서에는 다음커뮤니케이션(현 카카오)에서 GFDL 또는 CC-SA 라이선스로 배포한 글로벌 세계대백과사전의 내용을 기초로 작성된 글이 포함되어 있습니다.